# Мадьяр (деревня)
Мадьяр (тат. Мадьяр) — деревня в Агрызском районе Республики Татарстан России. Входит в состав Салаушского сельского поселения.

## История
Основана в 1920 году выходцами из села Салауши. С 1930 года — в Красноборском районе, с 1960 года — в составе Агрызского района Татарстана.

## География
Деревня находится в северо-восточной части Татарстана, на расстоянии 72 км по автодорогам к югу от города Агрыз и на расстоянии 17,5 км по автодорогам к юго-востоку от центра поселения, в 5 км от Нижнекамского водохранилища.

### Часовой пояс
Деревня Мадьяр, как и весь Татарстан, находится в часовой зоне МСК (московское время). Смещение применяемого времени относительно UTC составляет +3:00.

## Население
| 1926 | 1938 | 1949 | 1958 | 1970 | 1989 | 2002 | 2010 |
| ---- | ---- | ---- | ---- | ---- | ---- | ---- | ---- |
| 99   | 254  | 150  | 130  | 122  | 49   | 25   | 15   |

Национальный состав
Согласно результатам переписи 2002 года, в национальной структуре населения татары составили 96 %.

## Инфраструктура
Неподалеку от деревни имеются кладбище и сибиреязвенный скотомогильник. Другие объекты инфраструктуры отсутствуют.

## Улицы
В деревне единственная улица — Ключевая.